# Terrifier 2
 (срп. Ужасавач 2) амерички је слешер филм из 2022. Режију, сценарио и монтажу потписује Дејмијен Леоне. Наставак је филма Terrifier (2016), као и трећи дугометражни филм који приказује кловна Арта. Своје улоге понављају Дејвид Хауард Торнтон и Саманта Скафиди, док су им се придружили: Лорен Лавера, Елиот Фулам, Сара Фојт, Кејли Хајман и Кејси Хартнет. Прати Артово васкрсење и потеру за Сијеном Шо (Лавера) и њеним млађим братом Џонатаном (Фулам) током Ноћи вештица — годину дана након догађаја из првог филма.
Финансирање је било захтевно јер је сценарио био амбициознији од првог филма и захтевао је већи буџет. Леоне је обезбедио финансије од приватних инвеститора пре снимања, те покренуо кампању донација преко веб-сајта Indiegogo са циљем од 50 хиљада долара за снимање сцена са практичним ефектима. Кампања је постигла огроман успех, остваривши преко 430% почетног циља, те скупио укупно 250 хиљада долара донација. Један је од бројних филмова на које је утицала пандемија ковида 19, па је средином 2020. снимање обустављено.
Премијера је приказана 29. августа 2022. у Лондону, док је 6. октобра пуштен у биоскопе у САД, односно 10. новембра у Србији. Добио је позитивне рецензије критичара, уз похвале за глуму Торнтона и Лавере, те сценарија, док га многи критичари сматрају побољшањем у односу на свог претходника. Насилне и крваве сцене су довеле до тога да је хитна помоћ морала долазити у биоскопе због гледалаца који су се онесвестили и повраћали, па је пре гледања филма постављена напомена за опрез. Наставак, Terrifier 3, приказан је у октобру 2024.

## Радња
Прошло је тачно годину дана након злогласног масакра у округу Мајлс. Серијски убица, језиви кловн Арт враћа се тачно на Ноћ вештица. Вођен демонским привиђењем, Арт овог пута циља тинејџерку и њеног млађег брата. Кад линије између стварности и невиђене ноћне море нестају и број мртвих тела расте, брат и сестра откривају мрачну породичну тајну која може да их спасе као и да стану у крај Артовој владавини терора.

## Улоге
| Глумац                | Улога           |
| --------------------- | --------------- |
| Лорен Лавера          | Сијена Шо       |
| Дејвид Хауард Торнтон | Арт             |
| Елиот Фулам           | Џонатан Шо      |
| Сара Фојт             | Барбара Шо      |
| Кејли Хајман          | Брук            |
| Кејси Хартнет         | Али             |
| Чарли Макелвин        | Џеф             |
| Амели Маклејн         | бледа девојчица |
| Џонатан Дејвис        | Рики            |
| Саманта Скафиди       | Викторија Хејз  |
| Крис Џерико           | Адам Берк       |